# Cynthia Scott
Cynthia Scott (Winnipeg, 1 januari 1939) is een Canadese producente, regisseuse en draaiboekauteur.

## Biografie
Cynthia Scott groeide op in een arbeidersgezin. Ze voltooide een studie Engelse literatuur en filosofie aan de University of Manitoba, die ze op 19-jarige leeftijd afsloot met de Bachelor of Arts. Daarna werkte ze als tweede regie-assistente aan het Manitoba Theatre Centre en kreeg ze uiteindelijk een baan als script-assistente bij de CBC in Winnipeg. Ze bleef tien jaar werkzaam voor CBC en ging tussendoor naar Londen om daar voor het CBC Television nieuwsmagazine This Hour Has Seven Days te rechercheren. In 1965 wisselde ze naar het CBC Television nieuwsprogramma Take 30, waar ze als producente op het gebied van Public Affairs werkzaam was.
Sinds 1972 werkte Scott als regisseuse en producente voor het National Film Board of Canada. Ze produceerde aanvankelijk enkele documentaire films over sociale thema's. Tijdens de jaren 1980 draaide ze meerdere films over het dansen, waarvan Flamenco at 5:15 uit 1984 werd onderscheiden met een Oscar in de categorie «Beste documentaire korte film». In 1990 ontstond onder haar regie de financieel succesvolle en meermaals onderscheiden docufictie Strangers in Good Company, die haar ook internationaal bekendheid bezorgde.

## Privéleven
Scott is getrouwd met de Canadese regisseur John N. Smith. Aan zijn in 1982 voor een Oscar genomineerde korte film First Winter was ze als co-auteur betrokken bij het draaiboek.

## Filmografie
- 1965: Take 30 (tv-serie)
- 1972: The Ungrateful Land: Roch Carrier Remembers Ste-Justine
- 1973: Two Women of the Peace
- 1973: Some Natives of Churchill
- 1973: Ruth and Harriet
- 1975: Scoggie
- 1976: Listen Listen Listen
- 1978: Canada Vignettes: Holidays
- 1978: Canada Vignettes: The Thirties
- 1981: For the Love of Dance
- 1982: First Winter
- 1983: Flamenco at 5:15
- 1985: Discussions in Bioethics: A Chronic Problem
- 1986: Jack of Hearts
- 1990: Strangers in Good Company

- Bibliothèque nationale de France: cb140616434 (data)
- Gemeinsame Normdatei: 108940297X
- International Standard Name Identifier: 0000 0000 3244 0132
- Library of Congress Control Number: n93004924
- Nationale Bibliotheek van Tsjechië: xx0179021
- Nederlandse Thesaurus van Auteursnamen: 073477435
- Système universitaire de documentation: 245094873
- Virtual International Authority File: 7592331
- WorldCat: E39PBJtH4bhQKyKC8RrBdXmGHC